# Getamej
Getamej là một đô thị thuộc tỉnh Kotayk, Armenia. Dân số ước tính năm 2011 là 624 người.